# Úna (jméno)
Úna je ženské křestní jméno keltského původu. Jméno se může odvodit od irského slova uan "jehně", "beránek". 

## Ekvivalenty Úna v jiných jazycích
- anglicky – Oona
- skotskou gaelštinou – Úna

## Známé nositelky jména
- Úna Claffey – irská politická komentátorka
- Una Healy – irská zpěvačka
- Oona Chaplin – španělská herečka
- Una Stubbs – britská herečka